# Cantón de Castelnau-de-Médoc
El cantón de Castelnau-de-Médoc era una división administrativa francesa, que estaba situada en el departamento de Gironda y la región de Aquitania.

## Composición
El cantón estaba formado por diecinueve comunas:
- Arcins
- Arsac
- Avensan
- Brach
- Cantenac
- Castelnau-de-Médoc
- Cussac-Fort-Médoc
- Labarde
- Lacanau
- Lamarque
- Le Porge
- Le Temple
- Listrac-Médoc
- Margaux
- Moulis-en-Médoc
- Sainte-Hélene
- Salaunes
- Saumos
- Soussans

## Supresión del cantón de Castelnau-de-Médoc
En aplicación del Decreto n.º 2014-192 de 20 de febrero de 2014, el cantón de Castelnau-de-Médoc fue suprimido el 22 de marzo de 2015 y sus 19 comunas pasaron a formar parte del nuevo cantón de Sur de Médoc.